# Nagle einen Pudding an die Wand!
Nagle einen Pudding an die Wand! ist ein Roman der österreichischen Kinderbuchautorin Christine Nöstlinger, welcher im Sommer 1990 erstmals erschienen ist.

## Handlung
Hauptfigur ist die 13-jährige Ich-Erzählerin Katharina, die mit ihren Eltern und ihrem jüngeren Bruder Benjamin zusammenlebt. Sie leidet unter ihrer geringen Größe, wegen der sie in der Klasse oft gehänselt wird.
Katharinas bis dahin ereignisloses Leben ändert sich, als ein neuer Mitschüler, Konrad Kurdisch junior, genannt „der KOKU“, in ihre Klasse kommt. Die beiden werden bald Freunde. Der KOKU hat eine Leidenschaft: den Umweltschutz. Immer wieder reißt er von zu Hause aus, um aktives Mitglied bei Greenpeace zu werden, wird jedoch jedes Mal abgewiesen mit der Begründung, er sei noch zu jung.
Dafür versucht der KOKU, seine unmittelbare Umgebung zum Umweltschutz zu bekehren. Er wurde bereits von mehreren Schulen verwiesen, weil sein Übereifer den normalen Unterricht lahmgelegt hat. Schließlich gründen der KOKU, Katharina und einige andere Mitschüler den Umweltschutzverein „Die grüne Zukunft“, die heimlich und radikal eingreift. So werden den Nachbarn eines Nachts die Gartenschläuche einbetoniert, um sie an der Wasserverschwendung des Autowaschens zu hindern.
Katharina hat ein sehr gutes Verhältnis zu ihren Eltern und ist daran gewöhnt, ihnen alles zu erzählen. Da sie von den Aktionen der „Grünen Zukunft“ jedoch nichts wissen dürfen, beginnt Katharina ein Tagebuch – ihr „blaues, liniiertes Heft“ – zu führen, in dem sie alle gemeinsamen Taten schildert.
Schließlich kommt alles heraus, als Katharinas kleiner Bruder Benjamin – empört darüber, dass er nicht mitmachen darf – das Tagebuch liest und an die Eltern weitergibt. Ein Treffen entsetzter Eltern findet statt, verläuft jedoch ergebnislos. Der KOKU packt seine Sachen und verschwindet wieder einmal.
Das Ende ist offen; Katharina versucht, Umweltschutz im Kleinen – Müll vermeiden usw. – zu betreiben und hofft auf KOKUs baldige Rückkehr.